# Улица Маза Трокшню
Улица Ма́за Тро́кшню (латыш. Mazā Trokšņu iela, Малая Шумная улица) — короткая улица в Риге, в историческом районе Старый город. Расположена между улицами Екаба и Алдару. Длина улицы — 55 метров.

## История
Возникла на территории Русского подворья в Риге.

## Достопримечательности
- д. 2 — Жилой дом (1899—1901, архитектор Иоганн Вильгельм Карл Нойманн)